# Graphiurus rupicola
Graphiurus rupicola este o specie de rozătoare din familia pârșilor Gliridae. Se găsește în Namibia și Africa de Sud și posibil și în Angola. Habitatul său natural este alcătuit din zone stâncoase. Deși are un areal limitat, este o specie destul de comună și Uniunea Internațională pentru Conservarea Naturii a clasificat-o ca fiind neamenințată cu dispariția.

## Descriere
Graphiurus rupicola este o specie de dimensiune moderată, cu o lungime a capului și a corpului de 105–119 mm și a cozii de 96–118. Blana de pe spate este lânoasă, deasă și destul de lungă, având în jur de 10 mm la crupă cu fire marginale de până la 17 mm. Culoarea dorsală variază de la gri-argintiu până la gri mat sau gri închis. Părțile inferioare sunt albe sau crem nuanțate cu gri închis și există o diviziune ascuțită a culorilor între zonele dorsale și ventrale. Craniul este oarecum aplatizat, urechile sunt ovale și destul de mari, iar ochii mari. Există o mască vizibilă în jurul ochilor. Oobrajii sunt albi, această culoare extinzându-se printr-o bandă de-a lungul umerilor. Labele picioarelor din spate sunt de obicei albe, dar deasupra pot avea dungi ascuție de culoare închisă. Coada este lungă și are blana scurtă lângă bază și părul mai lung lângă vârf, unde părul poate avea o lungime de până la 43 mm. Coada este de asemenea cenușie, cu multe fire albe, iar vârful său este alb.

## Răspândire și habitat
Graphiurus rupicola este endemică în sud-vestul Africii, unde arealul său cuprinde părți muntoase din Namibia și Africa de Sud și posibil și Angola, unde este posibil să fi fost înregistrată dintr-o singură locație. Se găsește în principal la altitudini de cel puțin 400 m și de cel mult 1.586 m. Habitatul său specific este alcătuit din zone stâncoase, putând trăi în crăpături.

## Stare de conservare
Graphiurus rupicola este o specie destul de comună care se găsește într-un habitat adecvat și care nu se confruntă cu vreo amenințare deosebită. Se găsește în câteva arii protejate, iar Uniunea Internațională pentru Conservarea Naturii a clasificat-o ca fiind neamenințată cu dispariția.